# Huainan
Huainan (淮南 em chinês) é uma cidade da província de Anhui, na China. Localiza-se no norte da província. Tem cerca de 1429 mil habitantes. É um grande centro de indústria pesada.